# Chef-lieu
O chef-lieu (literalmente; local ou lugar-chefe) é uma expressão francesa que designa uma cidade administrativamente importante na divisão territorial ou administrativa. 
O chef-lieu de uma região ou departamentos da França, geralmente conhecido por 
prefeitura, é a comuna francesa onde está instalado o prefeito do departamento e onde estão instalados os serviços da prefeitura.
Na França, uma prefeitura é a capital (o tal lugar-chefe) de um departamento, que é dividido em arrondissements governados por um subprefeito.